# Будинок Лук'янівської поліційної дільниці
Будинок Лук'янівської поліційної дільниці — історичний будинок міста Києва, розташований на вулиці Січових Стрільців, 91.

## Історія
Побудований за проєктом архітектора Іполита Ніколаєва, сина відомого академіка архітектури Володимира Ніколаєва.
Будинок має два поверхи з боку вулиці Січових Стрільців, а три — з боку вулиці Дмитрівської, цегляний, декорований візерунком цегляної кладки. Тут розташовувалися дільнична канцелярія, казенна квартира поліційного пристава, цейхгауз. З боку головного фасаду розташовувалися казарми городових та їдальня.
З боку другорядної вулиці Скобелевської розміщувалися камери попереднього тримання арештантів, приміщення архіву.
Поліційним відділком цей будинок був як до революції 1917 року, так і після. Радянська міліція виїхала з нього у 1958 році. За часів Незалежності будинок часто перепродавали.
Станом на 2024 рік будинок стоїть пусткою. У ньому часто трапляються пожежі, ймовірно, через безхатьків, що там живуть.
У травні 2024 року невідомі взялися розбирати опорні конструкції будинку. Тоді їх зупинили активісти, які викликали поліцію. Минуло кілька місяців, і історичну будівлю вже у вересні 2024 року знову намагаються розібрати, цього разу за допомогою важкої будівельної техніки. Зокрема, вже частково зняли дах та розібрали стіни. Ще у 2021 році міський голова Віталій Кличко підписав документ, який мав би захистити історичну будівлю від знесення. Проте Департамент охорони культурної спадщини КМДА за три роки не зміг надати їй статус пам'ятки, а Департамент територіального контролю — видав картку на тимчасове порушення благоустрою: «ремонт будівлі».

## Галерея

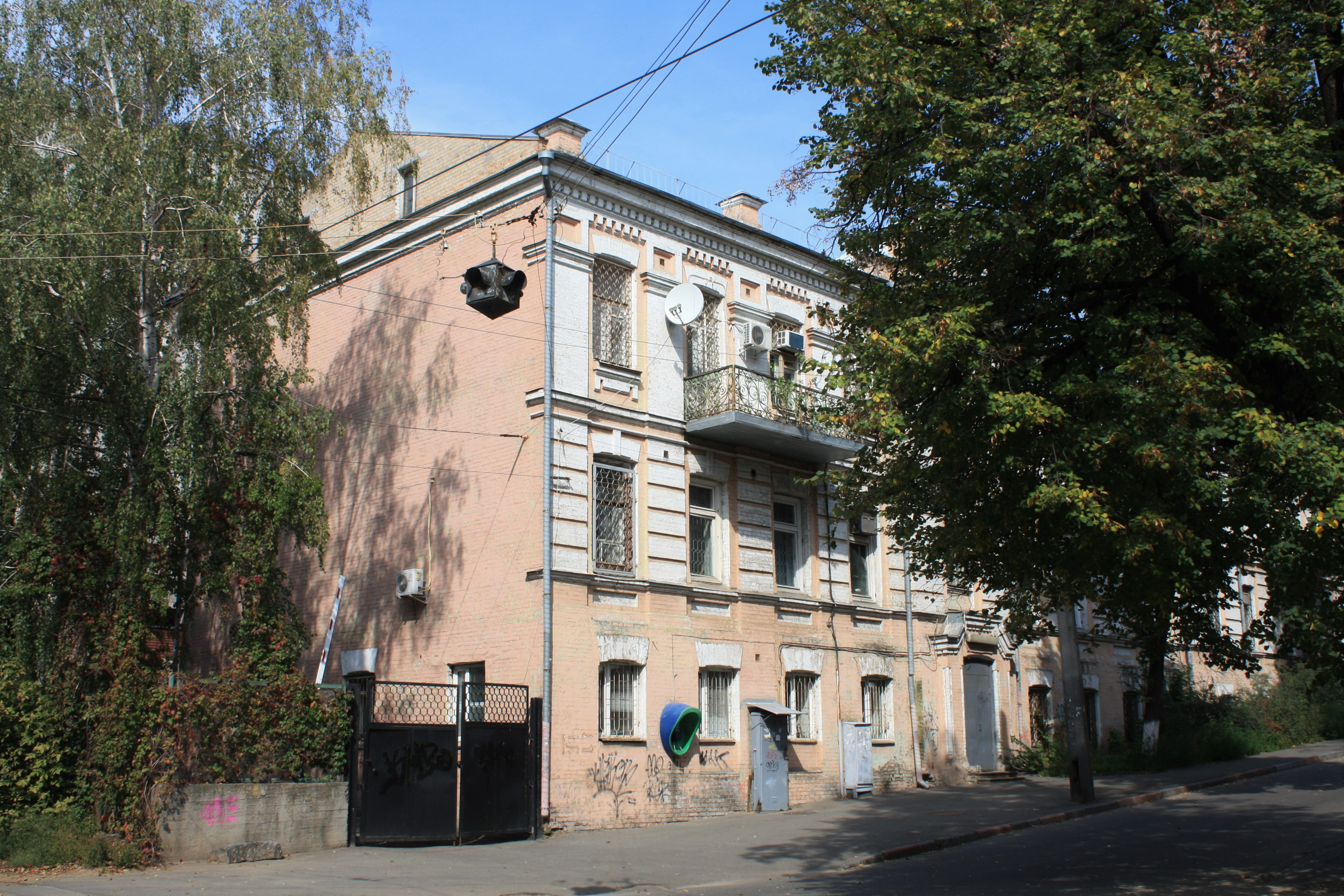
Будинок Лук'янівської поліційної дільниці